# Reino Kangasmäki
Reino Kalervo Kangasmäki (Kokkola, 2 luglio 1916 – Vaasa, 26 settembre 2010) è stato un lottatore finlandese, specializzato nella lotta greco-romana.

## Palmarès

### Olimpiadi
- Bronzo a Londra 1948 nella lotta greco-romana, pesi mosca.